# رانکووا رکا
رانکووا رکا (به صربی: Rankova Reka) یک منطقهٔ مسکونی در صربستان است که در پروکوپلیه واقع شده‌است. رانکووا رکا ۲۲ نفر جمعیت دارد.